# Niżyński
Niżyński (oryg. Nijinsky) – film biograficzny z 1980 roku w reżyserii Herberta Rossa. Scenariusz do filmu powstał na podstawie pamiętników Wacława Niżyńskiego oraz książki jego żony Romoli de Pulszky Life of Nijinsky.

## Obsada
- George de la Peña – Wacław Niżyński
- Alan Bates – Siergiej Diagilew
- Leslie Browne – Romola de Pulszky
- Alan Badel – baron de Gunzburg
- Carla Fracci – Tamara Karsawina
- Colin Blakely – Wasylij
- Ronald Pickup – Igor Strawinski
- Ronald Lacey – Léon Bakst
- Vernon Dobtcheff – Sergei Grigoriev
- Jeremy Irons – Michaił Fokin
- Frederick Jaeger – Gabriel Astruc
- Anton Dolin – Maestro Cecchetti
- Janet Suzman – Emilia Marcus
- Hetty Baynes – Magda
- Siân Phillips – Lady Ripon

i inni